# خافيير باسكوال فورتس
خافيير باسكوال فورتس (بالإسبانية: Xavier Pascual Fuertes) مواليد 8 مارس 1968 في برشلونة، هو لاعب كرة يد إسباني معتزل أصبح مدرباً. يدرب حاليا نادي برشلونة لكرة اليد.

## المسيرة الاحترافية
لعب مع نادي برشلونة لكرة اليد في الدوري الإسباني في موسم 1986–1987، ولعب مع أديمار ليون في الدوري الإسباني في موسم 1994–1995، ثم لعب مع نادي غوادالاخارا لكرة اليد في موسم 1995–1996.

## الإنجازات
كلاعب
- دوري أبطال أوروبا لكرة اليد:
  - الفوز: 1990–91
  - الوصافة: 1989–90

كمدرب
- دوري أبطال أوروبا لكرة اليد:
  - الفوز: 2010–11، 2014–15
  - الوصافة: 2009–10، 2012–13